# (12670) Passargea
(12670) Passargea est un astéroïde de la ceinture principale.

## Description
(12670) Passargea est un astéroïde de la ceinture principale. Il fut découvert le 22 septembre 1979 à Naoutchnyï par Nikolaï Tchernykh. Il présente une orbite caractérisée par un demi-grand axe de 2,21 UA, une excentricité de 0,21 et une inclinaison de 5,5° par rapport à l'écliptique.

## Compléments